# Кавказ и Меркурий
«Кавказ и Меркурий» — одно из трёх крупнейших российских дореволюционных пароходств на Волге.

## История
Фирма «Меркурий» была основана действительным статским советником Валерием Валерьевичем Скрипицыным и статским советником Николаем Арсеньевичем Жеребцовым 9 апреля 1849 года. В 1857 году «Меркурий» поглотил пароходное общество «Русалка», одним из соучредителей которого был Николай Аленников, а в следующем году правление «Меркурия» основало морское пароходство «Кавказ» для плавания по Каспийскому морю, но в этом же году оба пароходства были объединены в одно под общим названием «Кавказ и Меркурий». В 1896 году фирма победила на Всероссийской Нижегородской выставке, что дало ей право размещать на судах государственный герб России. Аленников вошёл в совет директоров компании.

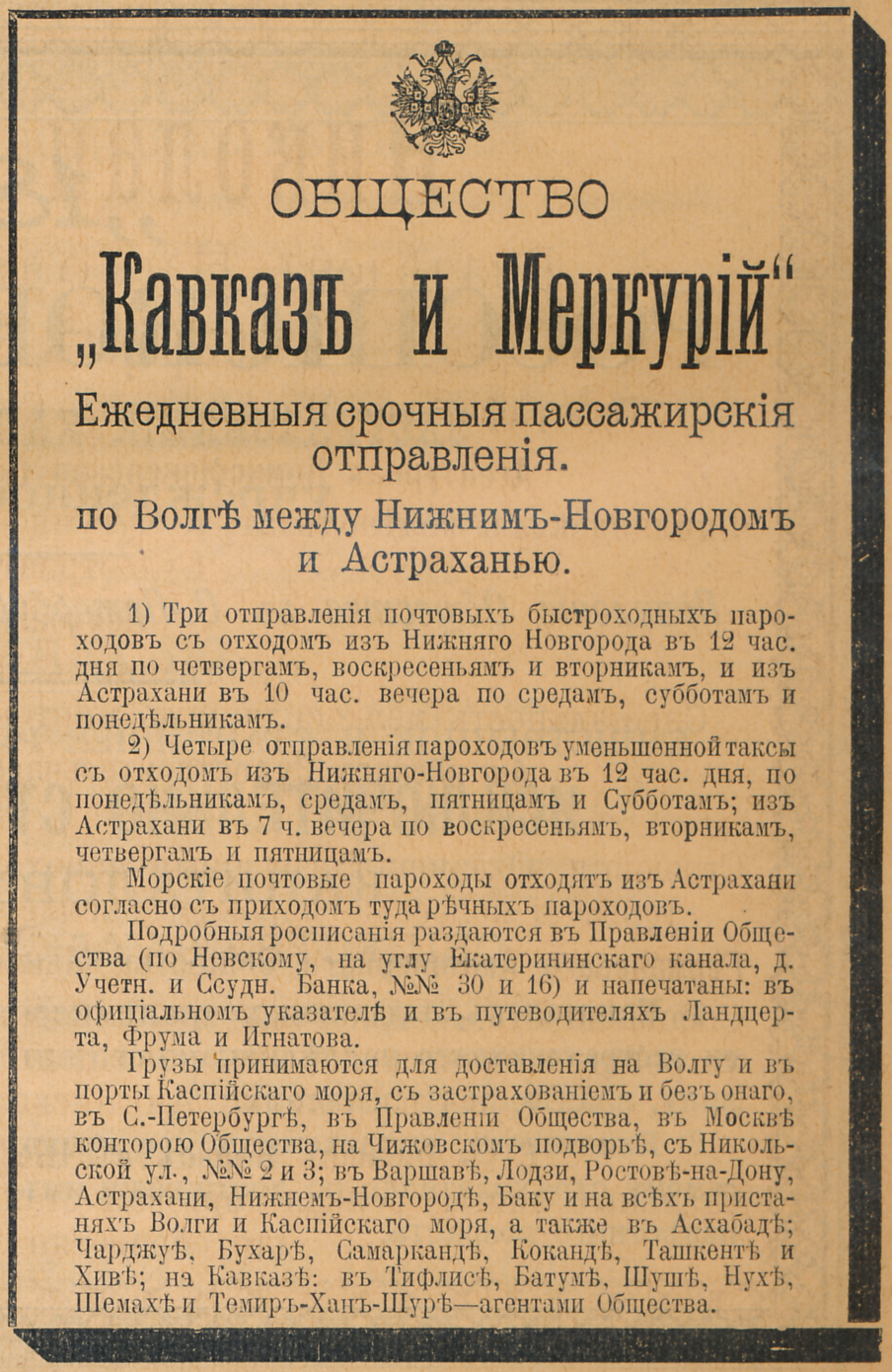
Реклама общества Кавказ и Меркурий, 1899 год

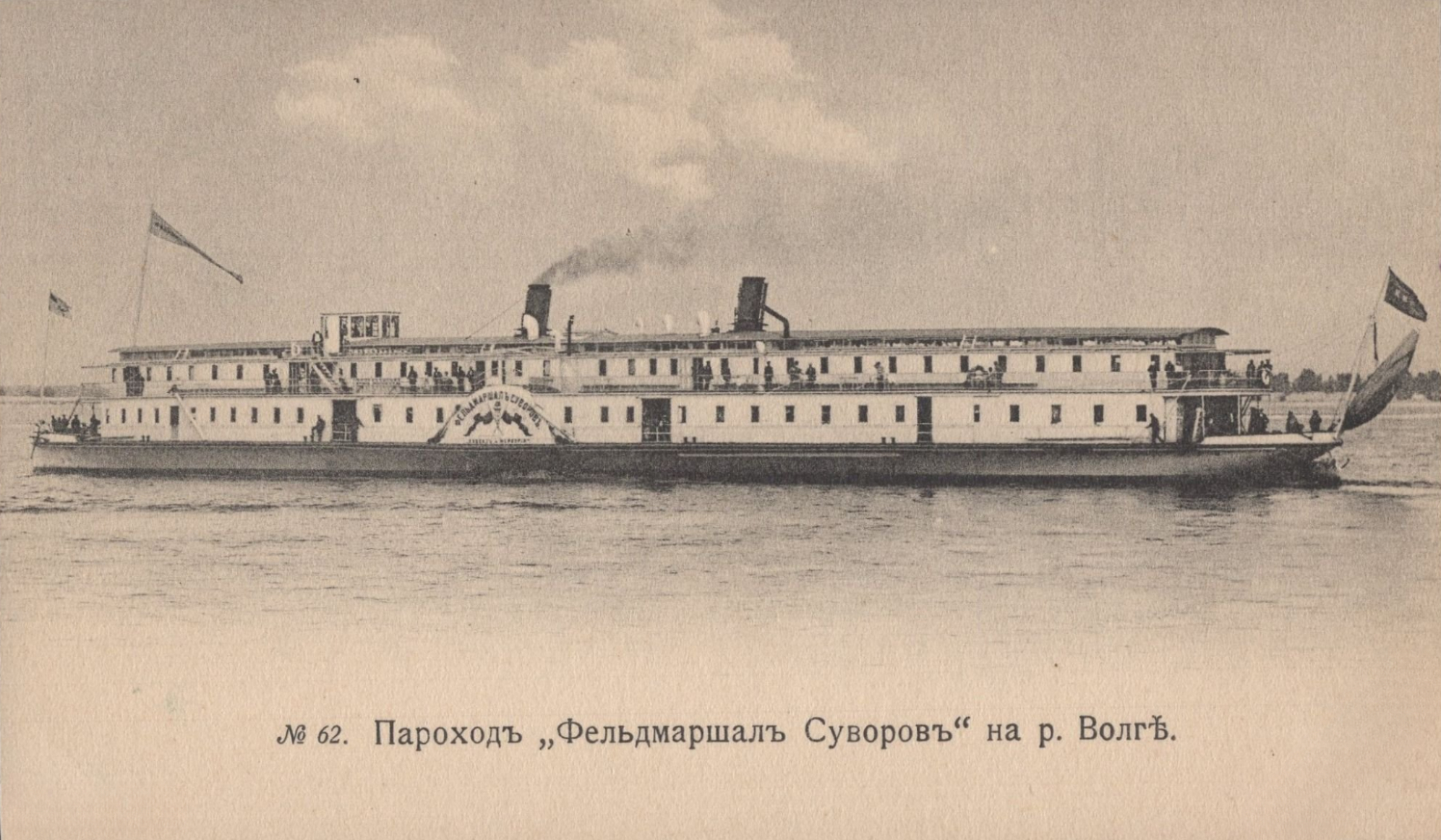
Пароход «Фельдмаршал Суворов» «Кавказа и Меркурия»

В начале XX века Санкт-Петербургский международный коммерческий банк купил контрольный пакет акций акционерного пароходного товарно-пассажирского предприятия «Кавказ и Меркурий». Должность получил представитель банка-владельца. С 1903 года до самой своей смерти в 1914 году должность председателя правления занимал Михаил Петрович Боткин.
Боткин осуществил покупку нескольких частных и акционерных пароходств. В 1911 году была приобретена часть морского флота пароходства компании «Надежда» и в том же году в составе Каспийского пароходства была организована относительно самостоятельная Куринская флотилия. В 1913 году с целью расширения пассажирского сообщения на Средней Волге было приобретено частное пароходство М. К. Кашиной. По предложению Боткина речной флот Общества был оснащён целой серией из 11 комфортабельных пассажирских теплоходов типа «Бородино». В результате фирма «Кавказ и Меркурий» превратилась из крупного Волжско-Каспийского пароходства в мощный трест, имевший финансовую поддержку одного из ведущих банков России.
В начале 1910-х годов последовало также слияние «Кавказа и Меркурия» с Восточным обществом товарных складов и приобретение Куринско-Каспийского пароходства.
Объединенное пароходство было национализировано в марте 1918 года. К этому моменты его флот состоял из 44 речных и 18 морских пароходов.
Корпуса речных пароходов «Кавказа и Меркурия» красились в белый цвет, трубы — в чёрный; у морских судов корпуса красились в чёрный цвет, а надстройки — в белый.

## Флот
Объединившись в 1858 году из двух пароходных фирм, компания развивает не только грузовые, но и пассажирские перевозки: с 1870 года по Волге начали ходить пассажирские пароходы «Император Александр II», «Императрица Екатерина II», «Пётр Великий», «Дмитрий Донской», «Александр Невский». С 1880-х годов компания начала строить роскошные пароходы, которые специально предназначались для речных круизов: с электрическим освещением и ресторанами. Качество этих судов было подтверждено правом изображения на них государственного герба России. Рейсы охватывали всю судоходную Волгу и часть Каспийского моря.
В 1914 году пароходство владело 76 пароходами, а также доками и пристанями, став крупнейшей пароходной компанией Российской империи.